# Evangelisches Pfarrhaus (Petterweil)

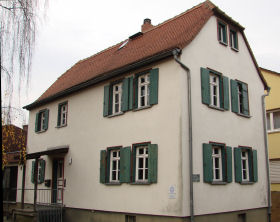
Pfarrer-Flick-Haus (Straßenfront)

Das ehemalige evangelische Pfarrhaus von Petterweil ist ein zweigeschossiges Wohngebäude. Es wurde Mitte des 18. Jahrhunderts am westlichen Ortsrand gebaut und diente den Pfarrern der Martinskirche als Wohnhaus. Nach seinem bekanntesten Bewohner, dem Geistlichen und Freiheitskämpfer Heinrich Christian Flick, trägt es den Beinamen Pfarrer-Flick-Haus. Er lebte mit Unterbrechungen von 1812 an in dem Haus. Bei seinem Tod im Jahr 1869 verfügte er testamentarisch, dass darin eine Armen- und Krankenstiftung eingerichtet werden solle. Heute dient es der evangelischen Kirchengemeinde als Gemeindezentrum.
Das Pfarrhaus wurde im Stil des Spätbarock errichtet. Der langgezogene Bau ist mit einem Krüppelwalmdach abgeschlossen. Die tragende Fachwerkkonstruktion wurde in neuerer Zeit zunächst mit Platten verkleidet und ist heute durch eine Putzfassade verdeckt. Ursprünglich gehörte zum Haus auch ein Wirtschaftsgebäude, das beim Neubau des Gemeindezentrums jedoch weitgehend abgetragen wurde.
Wegen seiner ortsgeschichtlich bedeutsamen Nutzung steht das Haus unter Denkmalschutz.